# 小平神明宮
小平神明宮 （こだいらしんめいぐう）は、東京都小平市小川町一丁目にある神社。地域の開拓願いから、村の名手・入村農民によって開拓され、社殿を造営し村の総氏神とした。別名を「神明さま」と呼ばれている。

## 祭神
- 主祭神
  - 天照皇大神（あまてらすすめおおかみ）
- 相殿神
  - 大山祇神（おおやまつみのかみ）
  - 軻遇土神（かぐつちのかみ）
  - 菅原道真（すがわらみちざね）
- 境内社
  - 春日神社
  - 八雲神社
  - 八幡神社
  - 稲荷神社
  - 秋葉神社
  - 熊野神社
  - 白山神社
  - 水波能売神[1]

## 歴史

### 創建
明暦2年（1656年）、村の名主である小川九郎兵衛が、水利に乏しく生活に過酷な不住の土地であった当地の開拓を志した。小川村の開拓願いと同時に、村に移り住む人々の守護神をとの願いから、五千坪の土地を社地として、神明宮勧請の願いが出された。荒地の開墾は難航したが、小川村の開拓事業は順調に進んだ。5年後の寛文元年（1661年）に、西多摩郡の殿ヶ谷村（現・瑞穂町）鎮座の延喜内社（平安時代以前からの古社）、阿豆佐味天神社（あずさみのあまつかみのやしろ）の摂社、神明ヶ谷の神明社から分祠遷座された

### 明治・大正
- 明治6年（1873年） - 村社に列格。
- 明治17年（1884年） - 郷社に列格。
- 明治42年（1909年） - 天神社を合祀。

### 昭和以降
- 昭和39年（1964年） - 境内に小平神明幼稚園を創立。
- 平成12年（2000年） - 鎮座340年を記念し大御神輿を奉納。

## 境内
- 鳥居
- 社殿
- 境内社西殿
- 境内社東殿
- 境内社水波能売神・御井神
- 小平神明幼稚園

## 年中行事
- 1月 - 平安祭、元旦祭、どんど焼
- 2月 - 節分追儺祭、祈年祭
- 4月 - 八雲祭（宵宮祭）、八雲祭（神幸祭）
- 6月 - 夏越しの大祓、茅の輪廻り
- 7月 - 七夕まつり、大祓形代流し
- 9月 - 神明宮例大祭奉祝行事、例大祭
- 11月 - 七五三詣、新嘗祭・初穂会
- 12月 - 星祭、年越しの大祓（形代神事、茅の輪廻り）、除夜祭[4]

## 交通
鉄道
- 西武拝島線 - 東大和市駅より徒歩18分。

路線バス
- 都営バス、西武バス - 小川寺前停留所より徒歩2分。
- 西武バス - 小川三叉路停留所より徒歩2分。

駐車場
- あり

## ギャラリー
- 公道から鳥居を見る（2010年3月撮影）
- 参道（2010年3月1日撮影）
- 参道から社殿を見る（2010年3月撮影）
- 手水舎（ちょうずや、ちょうずしゃ）（2010年3月撮影）
- 参道から社殿を見る（2010年3月撮影）
- 参道から社殿を見る（2010年3月撮影）
- 社殿（2010年3月撮影）
- 境内社西殿（2010年3月撮影）
- 境内社水波能売神・御井神（2010年3月撮影）
- 戦捷紀年碑（2010年3月撮影）